# 永济桥 (兰溪)
永济桥，又名大街桥，位于中华人民共和国浙江省金华市兰溪市游埠镇解放街149号东侧，横跨游埠溪，是浙江省省级文物保护单位之一。
永济桥为游埠三座古桥之一，为双孔石拱桥，长28.5米，宽4.12米，建于清代，用红石垒砌。
2005年11月3日，包括永济桥在内的游埠古桥公布为第五批兰溪市文物保护单位，编号5-40。2017年1月19日，又以“游埠古桥群”之名列入第七批浙江省文物保护单位，该文物保护单位分类属于古建筑类，编号7-145。